# カシタ
カシタ（ベルベル語: ⴽⴰⵙⵉⵜⴰ、アラビア語: كاسيطا 、フランス語: Kassita)はモロッコの都市。総人口は2,675人。